# 亮果薹草
亮果薹草（学名：Carex nitidiutriculata）是莎草科薹草属的植物。分布于中国大陆的云南等地，生长于海拔2,000米至2,300米的地区，一般生长在水沟边、山坡林下以及田边潮湿处，目前尚未由人工引种栽培。